# Wołodymyr Kochan
Wołodymyr Kochan (ur. 4 grudnia 1899 w Tudorkowicach, zm. 13 czerwca 1964 w Winnipeg) – ukraiński działacz społeczny, rolnik, poseł na Sejm II i III kadencji w II Rzeczypospolitej.
W latach 1928–1933 członek Komitetu Centralnego Ukraińskiego Zjednoczenia Narodowo-Demokratycznego (UNDO). Wystąpił z partii i zrzekł się mandatu posła w 1933.

## Życiorys
Rolnik. Podczas I wojny światowej służył w armii austro-węgierskiej. Od listopada 1918 w Ukraińskiej Armii Halickiej, w wojnie polsko-ukraińskiej dowódca jednego z oddziałów, wzięty do niewoli polskiej, uwolniony po dziewięciu miesiącach.
W II Rzeczypospolitej rolnik w Sadokowicach w powiecie sokalskim, dyrektor Banku Ukraińskiego w Sokalu, działacz spółdzielczy. Członek Ukraińskiej Partii Pracy Narodowej (UNPR), od 1925 członek UNDO (wiceprzewodniczący powiatowego Komitetu Narodowego w powiecie sokalskim). Działacz „Proswity” i towarzystwa gimnastyczno-pożarniczego „Łuh”.
W wyborach parlamentarnych w 1928 wybrany na posła do Sejm RP drugiej kadencji z listy Bloku Mniejszości Narodowych (nr 18) z okręgu nr 51 (Lwów). Członek delegacji UNDO i Ukraińskiej Reprezentacji Parlamentarnej na XXV sesję Unii Międzyparlamentarnej w sierpniu 1928.
W czasie kampanii wyborczej przed wyborami do Sejmu i Senatu w listopadzie 1930 (tzw. „wyborami brzeskimi”) aresztowany 15 października 1930 pod zarzutem zdrady stanu i zakłócenie spokoju publicznego. W dniach 17–22 lutego 1931 odbył się we Lwowie proces, w którym oskarżony był o zdradę główną, jakiej miał się dopuścić w czasie trzynastu wieców poselskich w latach 1928–1929. Kochan został uniewinniony przez ławę przysięgłych. Prokurator zwrócił się o kasację wyroku do Sądu Najwyższego, który w orzeczeniu z 7 września 1931 znalazł podstawy do ponownego rozpoznania sprawy. Kochan został skazany został na cztery miesiące więzienia z zaliczeniem aresztu i zwolniony. 30 października 1930 skazany przez sąd w Hrubieszowie na rok więzienia za utrudnianie w dniu 3 sierpnia 1929 rozbiórki cerkwi w Pawłowicach. Jego obrońca Stepan Baran odwołał się od tego wyroku. 5 marca 1931 Sąd Apelacyjny w Zamościu uchylił wyrok i Kochan został zwolniony.
21 kwietnia 1931 we Włodzimierzu Wołyńskim rozpoczął się kolejny proces, w którym oskarżony był o stawianie oporu wobec decyzji o rozwiązaniu (w czerwcu 1930) w Uściługu wiecu i obrazę urzędnika państwowego. Prokurator zwrócił się 16 lipca 1930 do Sejmu o zgodę na pociągnięcie Kochana do odpowiedzialności, ale posłowie nie zdążyli podjąć odpowiedniej uchwały przed zakończeniem kadencji. 17 września 1931 sąd we Włodzimierzu Wołyńskim skazał Kochana za obrazę urzędnika w czasie wiecu w Uściługu na trzy tygodnie aresztu.
W 1932 należał do opozycyjnej frakcji w UNDO skupionej wokół Dmytro Palijiwa, sprzeciwiającej się wszelkim kompromisom z Polską. Podpisał deklarację grupy opozycyjnej, złożoną na zakończenie IV zjazdu UNDO w marcu 1932. Był jedynym członkiem Ukraińskiej Reprezentacji Parlamentarnej z grupy opozycyjnej, który opuścił wraz z Palijewem szeregi UNDO. Zrzekł się mandatu poselskiego i wraz z Palijewem przystąpił do tworzenia Frontu Jedności Narodowej (FNJ). W czasie I kongresu FJN wybrany został do kolegium politycznego organizacji.
Podczas II wojny światowej 1940-44 członek dyrekcji Centrobanku. Po wojnie sekretarz generalny Ukraińskiego Komitetu Koordynacyjnego w Bawarii. Od 1948 dyrektor egzekutywy Kanadyjskiego Komitetu Ukraińców.